# Каменська Вікторія Володимирівна
Каменська Вікторія Володимирівна (нар. 26 листопада 1991) — колишня російська тенісистка.
Найвищу одиночну позицію світового рейтингу — 182 місце досягла 17 липня 2017, парну — 648 місце — 25 жовтня 2010 року.
Здобула 8 одиночних та 3 парні титули туру ITF.
Завершила кар'єру 2019 року.

## Фінали ITF

### Одиночний розряд (8–4)
| Легенда          |
| ---------------- |
| турніри $100,000 |
| турніри $75,000  |
| турніри $50,000  |
| турніри $25,000  |
| турніри $15,000  |
| турніри $10,000  |

| Фінали за покриттям |
| ------------------- |
| Тверде (0–1)        |
| Ґрунт (8–3)         |
| Трава (0–0)         |
| Килим (0–0)         |

| Результат | Ранг | Дата            | Турнір                | Покриття | Суперниця           | Рахунок            |
| --------- | ---- | --------------- | --------------------- | -------- | ------------------- | ------------------ |
| Перемога  | 1.   | 7 лютого 2010   | Майорка, Іспанія      | Ґрунт    | Гарбінє Мугуруса    | 7–6(7–4), 3–6, 6–2 |
| Поразка   | 2.   | 27 червня 2010  | Давос, Швейцарія      | Ґрунт    | Міріам Казанова     | 3–6, 6–4, 4–6      |
| Перемога  | 3.   | 3 жовтня 2010   | Анталія, Туреччина    | Ґрунт    | Зузана Залабська    | 6–3, 6–0           |
| Перемога  | 4.   | 10 жовтня 2010  | Анталія, Туреччина    | Ґрунт    | Карін Моргошова     | 6–4, 6–0           |
| Перемога  | 5.   | 9 серпня 2015   | Москва, Росія         | Ґрунт    | Башак Ерайдин       | 6–2, 6–2           |
| Перемога  | 6.   | 15 серпня 2015  | Tatarstan Open, Росія | Ґрунт    | Альона Тарасова     | 6–1, 6–3           |
| Поразка   | 7.   | 13 вересня 2015 | Софія Cup, Болгарія   | Ґрунт    | Ана Богдан          | 2–6, 6–3, 5–7      |
| Поразка   | 8.   | 26 грудня 2015  | Пуне, Індія           | Тверде   | Аріна Соболенко     | 3–6, 4–6           |
| Перемога  | 9.   | 13 серпня 2016  | Москва, Росія         | Ґрунт    | Альона Тарасова     | 6–3, 6–2           |
| Поразка   | 10.  | 20 серпня 2016  | Москва, Росія         | Ґрунт    | Анастасія Комардіна | 4–6, 2–6           |
| Перемога  | 11.  | 3 вересня 2016  | Алмати, Казахстан     | Ґрунт    | Анна Блинкова       | 1–6, 6–3, 6–2      |
| Перемога  | 12.  | 11 вересня 2016 | Софія, Болгарія       | Ґрунт    | Вікторія Томова     | 6–4, 6–7(5–7), 6–0 |

### Парний розряд (3–0)
| Легенда          |
| ---------------- |
| турніри $100,000 |
| турніри $75,000  |
| турніри $50,000  |
| турніри $25,000  |
| турніри $10,000  |

| Фінали за покриттям |
| ------------------- |
| Тверде (0–0)        |
| Ґрунт (3–0)         |
| Трава (0–0)         |
| Килим (0–0)         |

| Результат | Ранг | Дата          | Турнір                 | Покриття | Партнерка        | Суперниці                        | Рахунок                 |
| --------- | ---- | ------------- | ---------------------- | -------- | ---------------- | -------------------------------- | ----------------------- |
| Перемога  | 1.   | 6 лютого 2010 | ITF Майорка, Іспанія   | Ґрунт    | Дар'я Кучміна    | Фатіма Ель Алламі Надя Лаламі    | 7–5, 6–4                |
| Перемога  | 2.   | 2 жовтня 2010 | ITF Анталія, Туреччина | Ґрунт    | Ксенія Кириллова | Джулія Гаспаррі Вердіана Верарді | 6–7(10–12), 6–3, [10–3] |
| Перемога  | 3.   | 9 жовтня 2010 | ITF Анталія, Туреччина | Ґрунт    | Ганна Орлик      | Шанталь Шкамлова Моніка Тумова   | 7–6(9–7), 6–4           |